# The Goddess of Sagebrush Gulch
The Goddess of Sagebrush Gulch er en amerikansk stumfilm fra 1912 af D. W. Griffith.

## Medvirkende
- Blanche Sweet
- Charles West
- Dorothy Bernard
- Harry Hyde
- Christy Cabanne